# Луанша
Луанша (на английски: Luanshya, изговаря се най-близко до Луаншя или Луаншйа) е град в централната част на Северна Замбия, провинция Копърбелт, около река Луанша. Близо е до границата с Демократична република Конго. Основан е през 1930 г. след като през 1926 г. са открити медно-кобалтови залежи в района. Разстоянието до Ндола е 30 km на североизток, а до Китуе е 42 km на северозапад. Има крайна жп гара. Център е на медодобивна промишленост. Селското стопанство е слабо развито поради бедните качества на почвата. Населението му е 130 076 жители, според преброяването през 2010 г.